# Slingerpilört
Slingerpilört (Persicaria capitata) är en slideväxtart som först beskrevs av David Don, och fick sitt nu gällande namn av Hugo Gross. Slingerpilört ingår i släktet pilörter, och familjen slideväxter. Inga underarter finns listade i Catalogue of Life.